# The Indian Raiders (film 1912)
The Indian Raiders è un cortometraggio muto del 1912 diretto da Tom Ricketts e interpretato da Wallace Reid. Di genere western, fu prodotto dalla Bison Motion Pictures e distribuito dalla Universal Film Manufacturing Company.

## Produzione
Il film fu prodotto dalla Bison Motion Pictures.

## Distribuzione
Distribuito dalla Universal Film Manufacturing Company, il film uscì nelle sale cinematografiche statunitensi l'8 ottobre 1912. Nel Regno Unito, fu distribuito l'11 gennaio 1913 dall'Invicta Film Company.